# La Disparition de Haruhi Suzumiya
La Disparition de Haruhi Suzumiya (涼宮ハルヒの消失, Suzumiya Haruhi no Shōshitsu), est un long métrage d'animation japonais, adapté du roman éponyme de Nagaru Tanigawa.  Le roman est le quatrième volet des aventures du personnage Haruhi Suzumiya, une lycéenne exubérante dont le gout pour les phénomènes paranormaux leur donne réalité à son insu.
Au Japon, le film a été produit par le studio Kyoto Animation et est sorti le 6 février 2010.  La trame scénaristique n'est que difficilement compréhensible sans le visionnage des deux premières saisons de la série d'animation ou la lecture des trois premiers romans.

## Histoire

### Synopsis
L'histoire commence environ un mois après le festival culturel. Le 16 décembre, date à laquelle commence le film, on apprend que la brigade SOS a décidé d'organiser dans une nouvelle soirée spéciale en l'honneur de la nativité. Le jour suivant, la brigade SOS commence tranquillement à décorer la salle du club en vue du réveillon de Noël. Mais, alors que tout allait pour le mieux, le matin du 18 décembre, Kyon se réveille dans un monde où Haruhi Suzumiya ne semble avoir jamais existé tandis que d'autres personnes qui ne devraient pas être là, le sont.

## Distribution
- Tomokazu Sugita (VF : Emmanuel Rausenberger) : Kyon
- Aya Hirano (VF : Chantal Macé) : Haruhi Suzumiya
- Chihara Minori (VF : Laëtitia Godès) : Yuki Nagato
- Yūko Gotō (VF : Isabelle Volpé) : Mikuru Asahina
- Daisuke Ono (VF : Benjamin Pascal) : Itsuki Koizumi
- Natsuko Kuwatani (VF : Isabelle Volpé) : Ryōko Asakura
- Yuki Matsuoka (VF : Maïa Michaud) : Tsuruya
- Minoru Shiraishi (VF : Arnaud Laurent) : Taniguchi
- Megumi Matsumoto (VF : Rémi Caillebot) : Kunikida
- Sayaka Aoki (VF : Laëtitia Godès) : la petite sœur de Kyon
- Eiji Yanagisawa (VF : Marc Bretonnière) : Pr Okabe
- Arakawa Kennosuke - Higuchi Tomoyuki
- Uematsu Masaki - Yanai Hitoshi
- Onoki Nanaka - Adachi Tomo
- Kenmochi Kotone - Harada Hitomi
- Saeki Mizuho - Nagata Yoriko
- Sakaki Daichi - Takahashi Kenji
- Yoshimi Sakanaka - Aizawa Mai
- Toyohara Noboru - Asari Ryōta
- Reiko Hayama - Obata Noriko
- Sakiha Hinata - Sugiura Naoko
- Yura Kanae - Taruta Eri
- Garçon - Takuto Yoshinaga
- Fille - Iino Mayu